# Хедли (Тексас)
Хедли (енгл. Hedley) град је у америчкој савезној држави Тексас. По попису становништва из 2010. у њему је живело 329 становника.

## Демографија
Према попису становништва из 2010. у граду је живело 329 становника, што је 50 (13,2%) становника мање него 2000. године.
| Група             | 2000.       | 2010.       |
| Белци             | 329 (86,8%) | 292 (88,8%) |
| Афроамериканци    | 7 (1,8%)    | 1 (0,3%)    |
| Азијати           | 0 (0,0%)    | 0 (0,0%)    |
| Хиспаноамериканци | 37 (9,8%)   | 35 (10,6%)  |
| Укупно            | 379         | 329         |